# Luděk Filipský
Luděk Filipský (* 23. ledna 1945, Moravské Budějovice) je český malíř.

## Biografie
Luděk Filipský se narodil v roce 1945 v Moravských Budějovicích, v letech 1960–1963 vystudoval Výtvarnou školu v Praze a mezi lety 1963 a 1969 vystudoval u Antonína Pelce a Jana Smetany Akademii výtvarných umění v Praze. Po absolvování základní vojenské služby posléze na AVU v letech 1970–1972 pokračoval jako odborný asistent. Oženil se do Stodu u Plzně, kam také po nástupu normalizace z AVU odešel. V roce 1974 se přestěhoval do Kutné Hory, kde žije dodnes. Věnuje se kresbě a malbě.
Vytvořil také několik keramických reliéfů a nástěnných maleb pro budovy v Kutné Hoře. Živil se restaurátorskou prací. Jeho tvorba je zastoupena v zahraničních i českých sbírkách (mimo jiné i v GASK v Kutné Hoře). Žije a pracuje v Kutné Hoře.

## Výstavy

### Samostatné
- 1969, TV klub, Praha[3]
- 1984, Tylův památník, Kutná Hora (Luděk Filipský)
- 1984, Sál Družba Městské osvětové besedy, Moravské Budějovice (Luděk Filipský: Výstava kreseb)
- 1984, Galerie ve věži, Mělník (Luděk Filipský: Obrazy - grafika)
- 1991, Galerie Zlatá lilie, Praha (Luděk Filipský: Obrazy)
- 1993, Galerie v Lazarské, Praha (Luděk Filipský: Obrazy a kresby)
- 1996, Zámek Kačina, Svatý Mikuláš (Luděk Filipský: Obrazy, objekty)
- 1996, Městské divadlo, Kolín (Luděk Filipský: Dialogy / Obrazy a kresby)
- 2000, Tylův památník, Kutná Hora (Luděk Filipský: Monolog - dialog)
- 2000, Vlašský dvůr, Kutná Hora (Luděk Filipský: Otevřené pole. Práce z let 1990 - 2000)
- 2002, kostel svatého Salvátora, Praha (Luděk Filipský: Se světlem)
- 2004, Galerie Gambit, Praha (Luděk Filipský : Se světlem / kresby)
- 2007, České muzeum výtvarných umění, Praha (Luděk Filipský: Mezi světlem a tmou / Between Light and Darkness)
- 2008, Galerie Šternberk, Šternberk (Luděk Filipský: Stěna světla)
- 2010, Vlašský dvůr, Kutná Hora (Luděk Filipský: Vrstvení času)
- 2010, Galerie Magna, Ostrava (Luděk Filipský: Obrazy a kresby)
- 2013, Kostel Nejsvětějšího srdce Páně, Praha (Luděk Filipský: Ozvěny biblických textů)
- 2014, Galerie výtvarného umění, Most (Luděk Filipský: Skryté energie kosmologického prostoru / Hidden Energies of Cosmologic Space)
- 2014, Topičův salon, Praha (Luděk Filipský: Skryté energie kosmologického prostoru)
- 2017, Galerie Františka Drtikola, Příbram (Luděk Filipský: Hluboké pole)
- 2018, Galerie U Bílého jednorožce, Klatovy (Luděk Filipský: Kapky světla)

### Kolektivní
- 1971, Galerie P, Hradec Králové (Výstava prací absolventů AVU)
- 1972, Galerie d, Praha (10 mladých v Galerii d)
- 1977, Východočeská galerie, Pardubice (Mladá tvorba 2, Žáci Akademie výtvarných umění Praha)
- 1979 Praha (Výtvarní umělci dětem)
- 1983, Oblastní galerie Liberec, Liberec (Člověk a svět. Mladá figurální tvorba)
- 1984, Galerie H, Kostelec nad Černými lesy (Čtyřverší)
- 1986, Galerie H, Kostelec nad Černými lesy (A4)
- 1988, Galerie H, Kostelec nad Černými lesy (Pocta Warholovi)
- 1988, Galerie H, Kostelec nad Černými lesy (Loutky)
- 1989, Mánes, Praha (Restaurátorské umění 1948-1988)
- 1989, Galerie Studánka, Brno (Čtyřverší)
- 1989, Lidový dům, Praha (14: Obrazy - grafika)
- 1989, Městský dům kultury, České Budějovice (14: Obrazy - grafika)
- 1990, Palác kultury, Praha (90 autorů v roce ´90)
- 1992, Výstavní síň Ústředí lidové umělecké výroby, Praha (11. Obrazy, kresby, grafika)
- 1993, Galerie R, Praha (Kresby)
- 1993, Bazilika svatého Vavřince, Praha (Chrasten)
- 1993, Mánes, Praha (Otevřené dveře)
- 1994, Vyšehrad, Gorlice, Praha (Vyšehrad ´94)
- 1995, Mánes, Praha (Mosty)
- 1995, Galerie Felixe Jeneweina města Kutné Hory, Kutná Hora (Na hranici znaku / At the Edge of the Sign)
- 1996, Galerie v podloubí, Kroměříž (Souvislosti)
- 1997, Mánes, Praha (Práce na papíře / Works on Paper)
- 2002, Zlín (III. nový zlínský salon)
- 2004, Kolín (Hudba ve výtvarném umění)
- 2004, Výstavní síň Masné krámy, Plzeň (Kresba, kresba... Česká kresba 80. let 20. století ze sbírek členských galerií RG ČR)
- 2006, České muzeum výtvarných umění, Praha (Hory, skály, kameny)
- 2007, Malá galerie České spořitelny, Kladno (Hluboká tajemnost Tao)
- 2007, Oblastní galerie Vysočiny v Jihlavě, Jihlava (Hory, skály, kameny)
- 2007, České muzeum výtvarných umění, Praha (Exotismy ve výtvarném umění XX. století v Čechách a na Moravě)
- 2008, Dům umění, Zlín (V. Nový zlínský salon 2008)
- 2011, Vlašský dvůr, Kutná Hora (Přírůstky sbírek GFJ 1996-2010)
- 2011, Galerie V zahradě, Kolín (Klub konkretistů východní Čechy a jeho hosté...)
- 2012, Kolín (Cesta světla - Mýty, filosofie a spiritualita ve výtvarném umění)
- 2014, Galerie Středočeského kraje, Kutná Hora (Stavy mysli / Za obrazem)
- 2022, Galerie Středočeského kraje, Kutná Hora (INTIMNÍ NEZMĚRNOST)